# بيليه (لاعب كرة قدم)
بيليه هو مدرب كرة قدم ولاعب كرة قدم صيني في مركز الهجوم، ولد في 4 ديسمبر 1973 في ساو تومي وبرينسيب. شارك مع منتخب ماكاو لكرة القدم. أما مع النوادي، فقد لعب مع نادي تشرتشل براذرز.